# Кларк (Јужна Дакота)
Кларк (енгл. Clark) град је у америчкој савезној држави Јужна Дакота.

## Демографија
По попису из 2010. године број становника је 1.139, што је 146 (-11,4%) становника мање него 2000. године.
| Група             | 2000.         | 2010.         |
| Белци             | 1.267 (98,6%) | 1.111 (97,5%) |
| Афроамериканци    | 3 (0,2%)      | 1 (0,1%)      |
| Азијати           | 4 (0,3%)      | 2 (0,2%)      |
| Хиспаноамериканци | 4 (0,3%)      | 16 (1,4%)     |
| Укупно            | 1.285         | 1.139         |